# Dolmen de Cayssac 1
Le dolmen de Cayssac 1 est un dolmen situé à La Loubière, en France.

## Localisation
Le dolmen est situé sur la commune de La Loubière, dans le département français de l'Aveyron.

## Historique
L'édifice est classé au titre des monuments historiques en 1989.